# Spoorlijn 147 (België)
Spoorlijn 147 was een Belgische spoorlijn van Landen via Ramillies, Gembloers, Sombreffe, en Fleurus naar Tamines/Auvelais. De volledige lijn was ruim 60 km lang.

## Geschiedenis
De spoorlijn werd geopend in 1865-1867. In het begin van de twintigste eeuw is hij geheel op dubbelspoor gebracht. Tussen de beide wereldoorlogen was er druk doorgaand goederenverkeer op deze lijn, en tijdens de Tweede Wereldoorlog druk militair verkeer. In de jaren 1948-1950 werd de lijn weer op enkelspoor gebracht. Begin jaren 60 werd het reizigersverkeer stopgezet. Goederenvervoer heeft op delen van het traject nog plaatsgevonden tot 1981. Omdat de lijn door het Ministerie van Defensie strategisch belangrijk werd geacht, zijn de sporen op de lijn nog jaren blijven liggen en werd de lijn zelfs summier onderhouden.

## Huidige toestand
De spoorlijn werd voor een groot deel opgebroken in 1989-1990, behalve de sectie Ligny - Fleurus - Auvelais. Het baanvak Fleurus - Auvelais werd in de jaren 1997-2001 heraangelegd en geëlektrificeerd. Ook kwam er een nieuwe verbindingsboog naar lijn 130 richting Namen ten behoeve van het noord-zuid goederenverkeer naar de Athus-Maaslijn.
Op de bedding is een fiets- en wandelpad aangelegd als deel van RAVeL "Croix de la Hesbaye".
- Van de KMO zone bij Landen tot Sombreffe in asfalt (43 km), over ongeveer 500 mt onderbroken bij het oud station van Grand-Leez en bij het station van Gembloers.
- Van Sombreffe tot Ligny, Rue du Tienne in fijne kiezel (3,5 km).

## Aansluitingen
In de volgende plaatsen is of was er een aansluiting op de volgende spoorlijnen:
Landen
Spoorlijn 21 tussen Landen en Hasselt
Spoorlijn 36 tussen Brussel-Noord en Luik-Guillemins
Spoorlijn 127 tussen Landen en Statte
Ramillies
Spoorlijn 142 tussen Namen en Tienen
Gembloers
Spoorlijn 144 tussen Gembloers en Jemeppe-sur-Sambre
Spoorlijn 161 tussen Schaarbeek en Namen
Fleurus
Spoorlijn 131 tussen Y Noir-Dieu en Y Bois de Nivelles
Spoorlijn 140 tussen Ottignies en Marcinelle
Y Lambusart
Spoorlijn 131 tussen Y Noir-Dieu en Y Bois de Nivelles
Lambusart
Spoorlijn 121 tussen Lambusart en Wilbeauroux
Tamines
Spoorlijn 130 tussen Namen en Charleroi-Centraal
Spoorlijn 150 tussen Tamines en Jemelle

## Verbindingsspoor
147/1: Y Noord Tamines (lijn 147) - Y Zuid Tamines (lijn 150)